# 亞納坎查區 (丘帕卡省)
亞納坎查區（西班牙語：Distrito de Yanacancha）是秘魯的一個區，位於該國中部胡寧大區的丘帕卡省，始建於1961年7月14日，面積751.86平方公里，海拔高度3,806米，2005年人口3,350，人口密度每平方公里4.5人。